# Chronicle
Chronicle és una pel·lícula de ciència-ficció del 2012 dirigida per Josh Trank i escrita per Max Landis, basada en una història conjuminada per tots dos. La pel·lícula és protagonitzada per Dane DeHaan, Michael B. Jordan i Alex Russell.

## Argument
Tres adolescents descobreixen que tenen superpoders, com telequinesi i la possibilitat de volar, després d'haver entrat en contacte amb una substància misteriosa descoberta en un cràter. El que al començament era una diversió esdevindrà una qüestió de vida o de mort des de l'instant en què jugaran amb els límits dels seus poders...

## Repartiment
- Dane DeHaan com a Andrew Detmer
- Alex Russell com a Matt Garetty
- Michael B. Jordan com a Steve Montgomery
- Michael Kelly com a Richard Detmer
- Ashley Hinshaw com a Casey Letter
- Anna Wood com a Monica
- Bo Petersen com a Karen Detmer

## Producció
Chronicle fou co-escrita per l'escriptor de Fear Itself, Max Landis, i el veterà de The Kill Point, Josh Trank.
Per motius de pressupost, Chronicle fou principalment filmada a Ciutat del Cap, Sud-àfrica, amb Film Afrika Worldwide, així com a Vancouver, Canadà. La filmació va començar el maig del 2011 i continuà durant divuit setmanes fins a l'agost del 2011. El director de fotografia Matthew Jensen va utilitzar una càmera Arri Alexa per gravar la pel·lícula, un Angeniux Optimo i lents de Cook s4. Es van emprar tècniques de postproducció per donar un aspecte de metratge trobat a la pel·lícula.
La càmera Arri Alexa fou muntada en una taula amb rodes per simular que la càmera de l'Andrew lliscava pel pis. Un doble fou suspès amb cables de grua per a les escenes de vol, utilitzant una pantalla verda per fer preses de primer pla dels actors. La càmera de l'Andrew a la pel·lícula fou una Canon XL1 MiniDV i després una càmera HD que s'assembla a una Canon Vixia HF M30.